# Musée de l’Armagnac

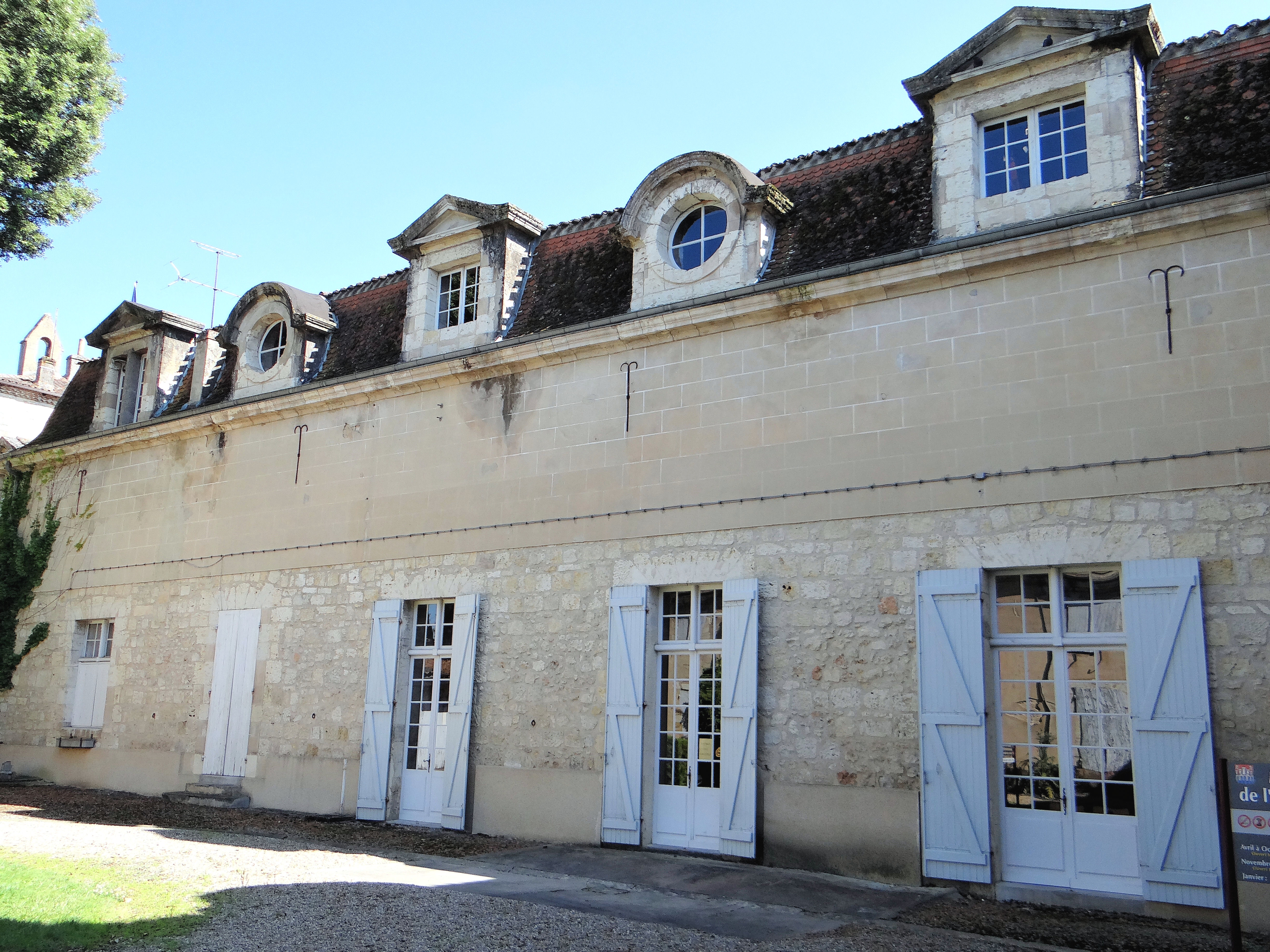
Das Museumsgebäude

Das Musée de l’Armagnac ist ein Museum in Condom im französischen Département Gers. Es widmet sich überwiegend der Herstellung des Armagnac, der ältesten bekannten französischen Spirituose.

## Geschichte
Das 1848 gegründete Museum präsentierte ursprünglich eine von Napoleon III. gestiftete Gemäldesammlung und wurde sukzessive zu einem Mehrspartenhaus mit einer volkskundlichen und einer naturwissenschaftlichen Abteilung ausgebaut. Auf Initiative des Departements-Archivars Henri Polge wurde es 1954 im gotischen Kreuzgang der Kathedrale Saint-Pierre untergebracht und neu ausgerichtet. Seither liegt der Schwerpunkt auf der Geschichte der Produktion von und dem Handel mit Armagnac. Die Stadt Condom war seit der Schiffbarmachung der Baïse 1839 ein wichtiges Zentrum des Armagnac-Exports.
Seit 1981 befindet sich das Museum in einem Nebengebäude des ehemaligen Bischofspalastes.

## Sammlungen
Der Sammlungsschwerpunkt gilt der Herstellung von Armagnac. Mehrere Räume befassen sich mit den einzelnen Arbeitsschritten des Weinbaus und der Destillerie (Bodenbearbeitung, Rebschnitt und Behandlungen, Ernteschutz, Keltern und Destillation) und mit verwandten Berufszweigen wie der Böttcherei. Zu den bedeutendsten Ausstellungsstücken gehört eine 18 Tonnen schwere Kelter aus dem 19. Jahrhundert. Gezeigt werden außerdem Glas- und Keramikwaren sowie Kunst und Folklore.
Daneben sind im Museum auch weiterhin Gemälde lokaler und regionaler Künstler zu sehen.